# 多夫普罗采尔滕
多夫普罗采尔滕是德国巴伐利亚州的一个市镇。总面积11.34平方公里，总人口1782人，其中男性904人，女性878人（2011年12月31日），人口密度157人/平方公里。